# Richard Lyon-Dalberg-Acton, II barone Acton
Richard Maximilian Lyon-Dalberg-Acton, II barone Acton (7 agosto 1870 – 16 giugno 1924), è stato un diplomatico inglese.

## Biografia
Nato in Baviera, nell'allora Impero tedesco, primo e unico figlio sopravvissuto di John Dalberg-Acton, I barone Acton, e di sua moglie, la contessa Marie Anna Ludomilla Euphrosina von Arco auf Valley. Ha completato la sua formazione in Inghilterra al Magdalen College di Oxford.

## Carriera
Entrò nel Foreign Office nel 1894. Ha iniziato la sua carriera come terzo segretario presso l'ambasciata britannica a Berlino nel 1896. È stato promosso a secondo segretario nel 1900 e servì presso l'ambasciata a Berlino fino al 1902, anno in cui successe a suo padre.
Ha poi lavorato come secondo segretario presso le ambasciate di Vienna (1902), Berna, Madrid (1906-1907) e L'Aia.
Nel 1911 è stato promosso a primo segretario, grado a cui divenne incaricato d'affari a Darmstadt e Karlsruhe fino allo scoppio della prima guerra mondiale. Ha servito di nuovo in Svizzera come Consigliere d'Ambasciata a Berna (1915-1916), e divenne console generale a Zurigo nel 1917. Nel 1919 è diventato il primo ambasciatore britannico in Finlandia, per poi ritirarsi nel 1920.
Parallelamente alla sua carriera diplomatica, Lord Acton, un liberale tra pari, è stato un Lord in waiting (1905-1915) di Edoardo VII e Giorgio V.
Nel 1911, grazie a una legge del parlamento, la sua famiglia ricevette la cittadinanza britannica.
Nel 1919 aggiunse Lyon al cognome.

## Matrimonio
Sposò, il 7 giugno 1904, Dorothy Lyon (?-17 marzo 1923), figlia di Thomas Henry Lyon. Ebbero nove figli:
- Marie Immaculeé Antoinette Lyon-Dalberg-Acton (1 aprile 1905–5 aprile 1994), sposò John Douglas Woodruff, non ebbero figli;
- Dorothy Elizabeth Anne Pelline Lyon-Dalberg-Acton (25 giugno 1906–11 aprile 1998), sposò Joseph Edward Eyre, ebbero sette figli;
- John Lyon-Dalberg-Acton, III barone Acton (15 dicembre 1907-23 gennaio 1989), sposò Daphne Strutt (m. 2003), figlia del IV barone Rayleigh, ebbero undici figli.
- Richard William Heribert Peter Lyon-Dalberg-Acton (21 febbraio 1909–7 settembre 1946), sposò Jill Ehlert, non ebbero figli;
- Helen Mary Grace Lyon-Dalberg-Acton (21 maggio 1910–6 giugno 2001), sposò Guglielmo Rospigliosi, ebbero tre figli;
- Gabrielle Marie Leopoldine Lyon-Dalberg-Acton (15 dicembre 1912–2 agosto 1930);
- Joan Henrica Josepha Mary Clare Lyon-Dalberg-Acton (7 agosto 1915–14 novembre 1995);
- Margaret Mary Teresa Lyon-Dalberg-Acton (27 maggio 1919–9 dicembre 1997);
- Ædgyth Bertha Milburg Mary Antonia Frances Lyon-Dalberg-Acton (15 dicembre 1920–1995), sposò John Callinicos, ebbero due figli.